# 莫新
莫新（藏語：མོ་ཤིང་།）是印度阿鲁纳恰尔邦上桑朗县米根乡（Migging circle）的一个村庄，位于雅鲁藏布江右岸，总人口188人。该地属于中国与印度领土争议地区，中国将其划归西藏自治区墨脱县管辖，是中华人民共和国民政部第四批增补藏南地区公开使用地名中的一个。